# Карими, Мандана
Мандана Карими (перс. ماندانا کریمی‎, англ. Mandana Karimi; урождённая Маниза Карими; род. 19 мая 1988, Тегеран, Иран) — иранская актриса и модель, проживающая в Индии. После работы в нескольких успешных модельных проектах по всему миру она сыграла главную роль в болливудском фильме «Беги, Джонни». Она участвовала в популярном реалити-шоу Bigg Boss 9 и заняла второе место в 2015 году.

## Биография

### Рождение и ранние годы
Карими родилась 19 мая 1988 года в Тегеране, Иран, в мусульманской семье. Её отец имеет индийские корни, а мать — индианка. Она выросла в Тегеране. О своих индийских связях она прокомментировала: «Я много раз приезжала в Индию, навещая свою семью или на каникулы».

### Карьера
Карими начала свою карьеру в качестве стюардессы, а затем ушла с этой работы, чтобы заняться модельным бизнесом. В 2010 году, после работы в различных международных модельных проектах, она приехала в Мумбаи на три месяца по модельному контракту. О своём опыте в Индии она сказала: «У меня был другой опыт, я жила без семьи. Мне это очень нравилось! Работа была отличной, но в то время у меня были другие контракты по всему миру. Затем, в 2013 году, я решила переехать в Мумбаи и попробовать себя в актёрстве».
Карими снималась в телевизионной рекламе с Шахрукх Ханом, Саифом Али Ханом, Кариной Капур, Шахидом Капуром и Арджуном Капуром.
В феврале 2015 года она появилась в качестве гостя в фильме «Рой». Позже в том же году, в сентябре, вышел её фильм «Беги, Джонни». Она также снялась в фильме «Main Aur Charles» в октябре 2015 года, где сыграла роль помощницы Чарльза Собраджа. Следующий фильм Карими, «Kyaa Kool Hain Hum 3», секс-комедия, вышел 22 января 2016 года.
Карими была участницей реалити-шоу Bigg Boss 9, где группа знаменитостей из разных слоев общества живёт вместе в большом доме. Один из участников выбывает каждую неделю на основе общественного голосования. Шоу вышло в эфир в октябре 2015 года на канале Colors. Она была одним из трёх финалистов сезона и в итоге заняла второе место.
В 2018 году она присоединилась к Ishqbaaaz на Star Plus в роли Нэнси.
В октябре 2018 года Карими обвинила Умеша Гаджа, режиссёра Kyaa Kool Hain Hum 3, в сексуальных домогательствах. В то же время она обвинила в сексуальных домогательствах режиссёра Саджида Хана и выразила намерение покинуть Болливуд после того, как Кхан появился в качестве участника на Bigg Boss 16 в 2022 году.
Мандана участвовала в индийском реалити-шоу под названием Lock-Upp.

## Личная жизнь
В интервью Карими сказала: «Первым фильмом, который я посмотрела, был Sholay, когда мне было 8 или 9 лет. Мой отец был одним из немногих людей в Иране, у кого была запись фильма, хотя правительство не разрешало хранить видеокассеты». Далее она прокомментировала: «В основном я выросла, смотря иранские фильмы, особенно таких режиссёров, как Маджид Маджиди, а моя любимая актриса — Гольшифте Фарахани».
Карими говорит на персидском, английском и хинди.
В июле 2016 года Карими обручилась со своим парнем Гауравом Гуптой, индийским бизнесменом из Мумбаи. Пара поженилась в суде в начале марта следующего года, затем последовала роскошная индуистская свадьба в марте 2017 года. Незадолго до этого она перешла из ислама в индуизм.
В июле 2017 года Карими подала иск о домашнем насилии против своего мужа и его семьи, который она позже отозвала в надежде спасти свой брак. Они развелись в 2021 году.

## Фильмография

### Фильмы
| Год  | Название             | Роль           | Язык                     |
| ---- | -------------------- | -------------- | ------------------------ |
| 2015 | Roy                  | Анита          | хинди                    |
| 2015 | Bhaag Johnny         | Рейчел Д’Коста | хинди                    |
| 2015 | Main Aur Charles     | Лиз            | хинди                    |
| 2016 | Kyaa Kool Hain Hum 3 | Шалу           | хинди                    |
| 2016 | Xuanzang             | Раджашри       | Мандаринский язык, хинди |
| 2022 | Thar                 | Шерил          | Netflix                  |

### Телевидение
| Год       | Название     | Роль           | Примечания                                 |
| --------- | ------------ | -------------- | ------------------------------------------ |
| 2015-2016 | Bigg Boss 9  | Участник       | 2-й финалист                               |
| 2016      | Bigg Boss 10 | Сама           | Гость                                      |
| 2018      | Флиртовать   | Нэнси Малхотра |                                            |
| 2022      | Lock Upp     | Участница      | Вступила в 23-й день и выбыла на 49-й день |

### Веб-сериал
| Год  | Название   | Роль          |
| ---- | ---------- | ------------- |
| 2020 | The Casino | Рена Чаудхари |